# Зуевка (Башкортостан)
Зу́евка (баш. Зуевка) — деревня в Караидельском районе Республики Башкортостан Российской Федерации. Входит в состав Ургушевского сельсовета. 

## География

### Географическое положение
Расстояние до:
- районного центра (Караидель): 30 км,
- ближайшей ж/д станции (Щучье Озеро): 115 км.

## Население
| 2002 | 2009 | 2010 |
| ---- | ---- | ---- |
| 132  | ↘104 | ↗107 |

### Национальный состав
Согласно переписи 2002 года, преобладающая национальность — русские (76 %).